# Traves (Italia)
Traves (Tràves in piemontese, Travey in francese; dal 1939 al 1967 Trave) è un comune italiano sparso di 496 abitanti della città metropolitana di Torino (ex provincia di Torino), in Piemonte. Si trova nelle Valli di Lanzo.

## Geografia fisica
Il territorio del comune è attraversato, oltre che dal torrente Stura di Lanzo, anche dal rio d'Ordagno. Al confine tra il comune di Traves e quello di Viù, si erge l'Uia di Calcante (1614 m s.l.m.), raggiungibile dalla piazza Comunale di Traves con un paio d'ore di cammino lungo un antico sentiero, che nel 1997 la Parrocchia e la locale Pro Loco hanno intitolato e dedicato alla memoria del beato Pier Giorgio Frassati, frequentatore della montagna in questione.

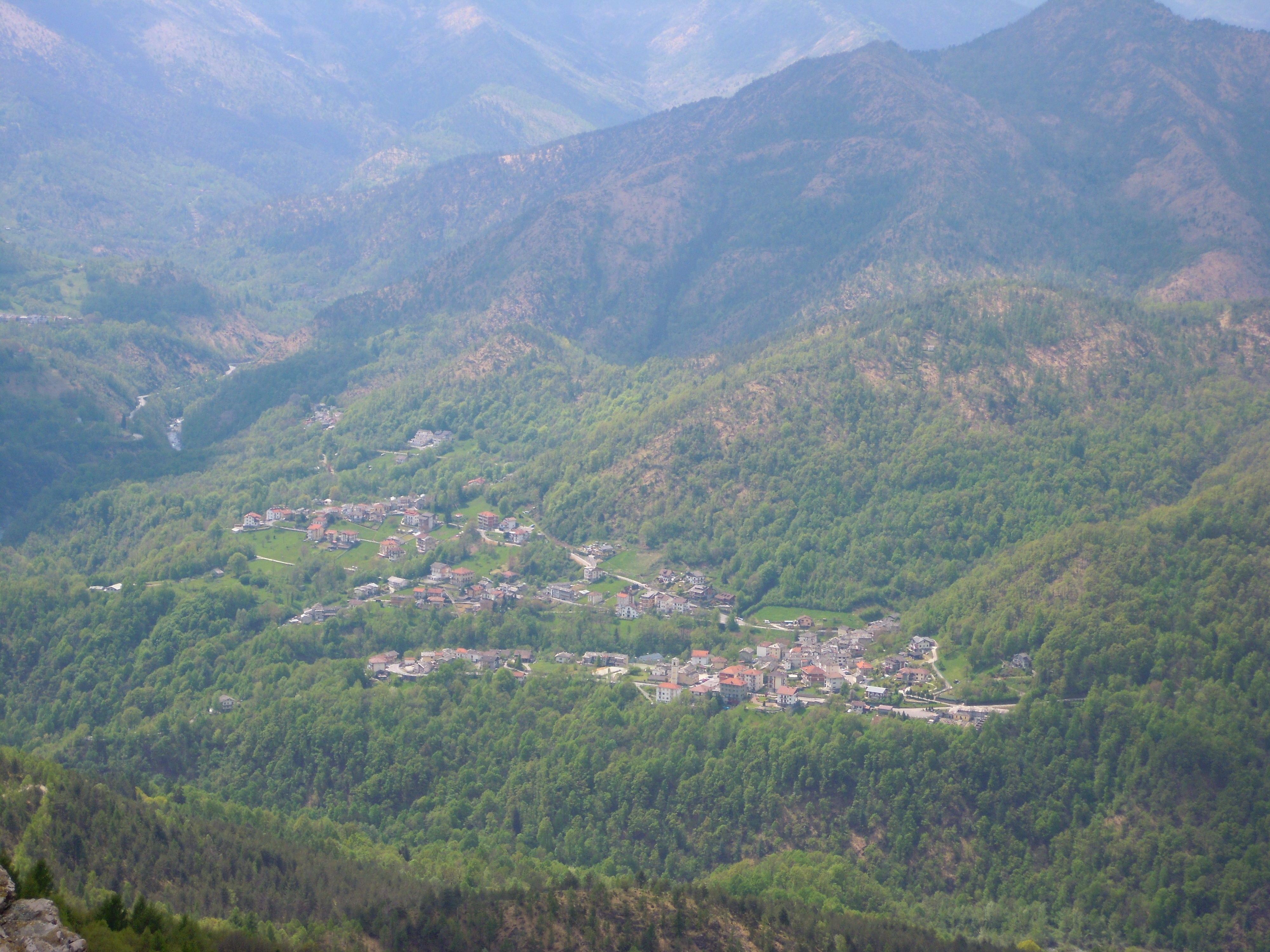
Traves come appare da Punta Serena, 1163 slm sul versante opposto

## Origini del nome
L'origine del nome non è chiara: può derivare dal dialettale intra aives, cioè "tra le acque", e in effetti la parte principale dell'abitato è collocata alla confluenza della Stura di Lanzo proveniente dalla Val d'Ala e dalla Val grande di Lanzo con la Stura di Viù proveniente dalla Val di Viù, cfr. Entrèves, Entracque o Introd, oppure dalle "travi" che servivano all'attraversamento del fiume Stura di Lanzo od anche dal nome romano Travius.

## Storia

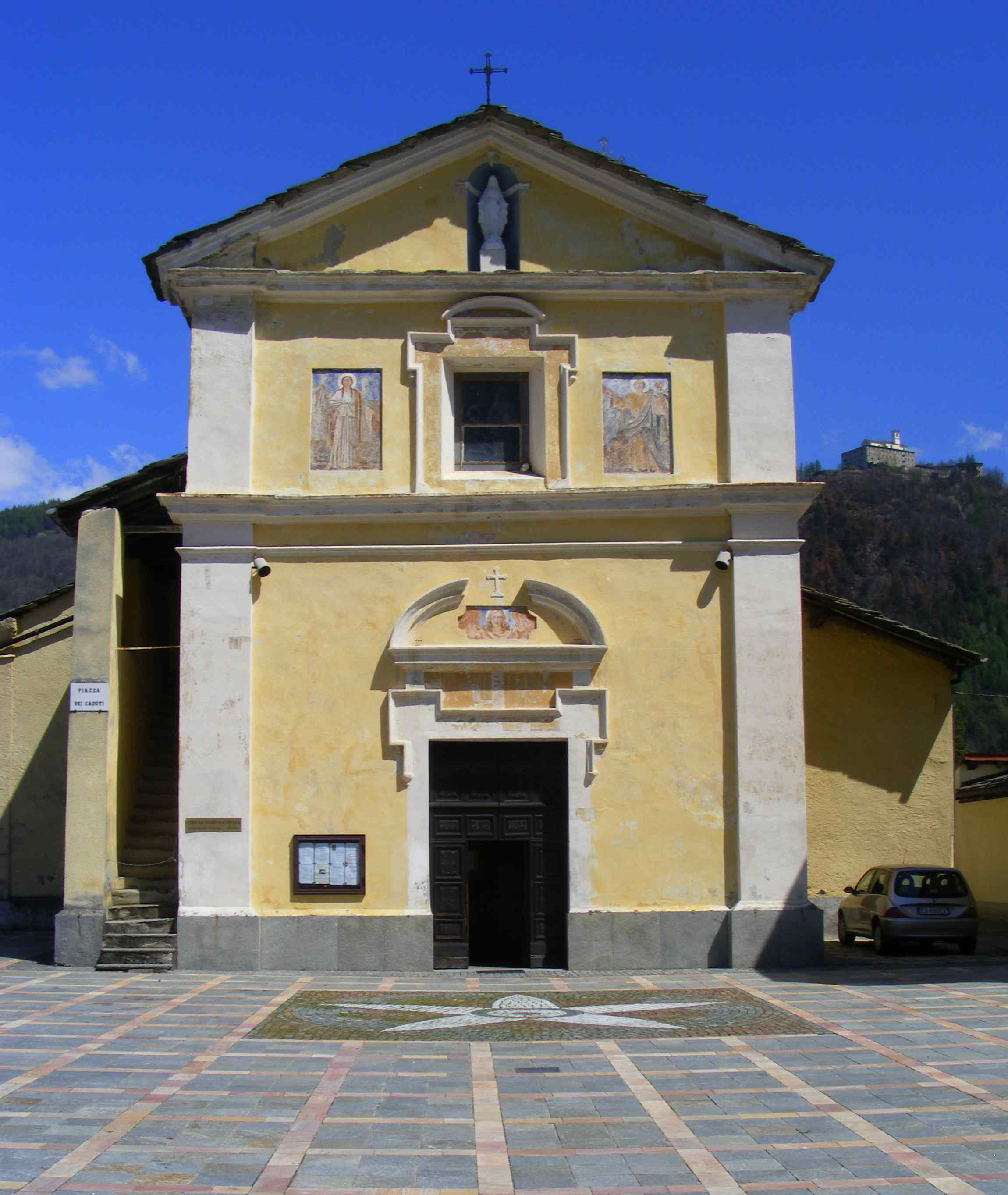
La chiesa di San Pietro in Vincoli (sullo sfondo a destra il santuario di Sant'Ignazio)

Il comune è meno antico di altri della valle e la parrocchiale è stata costruita solo nel Seicento.
Nel 2001 viene aperta la prima farmacia a Traves, che tutt'oggi opera sul territorio.

### Simboli
Lo stemma e il gonfalone sono stati concessi con DPR n. 1153 del 14 aprile 1980.

### Onorificenze
Il gonfalone è decorato con stella d'oro delle Brigate Garibaldi al valore militare, «esempio luminoso di attaccamento agli ideali della Resistenza, della democrazia e della libertà.»

## Società

### Evoluzione demografica
Abitanti censiti

## Cultura

### Eventi
Curiose e molto frequentate le feste tipiche che costellano il programma di appuntamenti estivi animati dalle associazioni del paese. Tra queste, le due feste patronali di Santa Blandina (2 giugno) e di San Pietro in Vincoli (nel primo fine settimana del mese di agosto), e alcuni festeggiamenti dedicate alle antiche e affascinanti cappelle collocate nelle varie frazioni del paese (tra queste, la festa di Sant'Andrea, presso la cappella della frazione Andrè, e la festa di San Rocco, patrono della Cappella della frazione Tese).

## Economia
L'attività principale del paese è stata, per molto tempo, lo sfruttamento delle miniere di rame e di nichel ed i suoi abitanti erano specializzati nella produzione dei chiodi.
Oggi l'economia si basa sul turismo e sul lavoro dei pendolari che raggiungono i comuni della pianura. Nel paese si trova un "Ecomuseo dei Chiodaioli".
Negli ultimi quarant'anni hanno ottenuto particolare sviluppo attività finalizzate alla promozione del territorio e delle produzioni gastronomiche tipiche, con la costituzione di numerose associazioni di volontari, tra cui la Proloco, la Filarmonica, un gruppo folcloristico denominato "Le Lunelle" (che cura la preservazione di canti e danze della tradizione e si esibisce nel corso dei più importanti appuntamenti festivi), l'"AgriTraves" (un'associazione che cura il rilancio di alcune particolari attività agricole). Particolarmente attivi, nel paese, anche le sezioni locali del Gruppo Alpini, dell'ANPI, dell'Anti Incendi Boschivi.

## Amministrazione

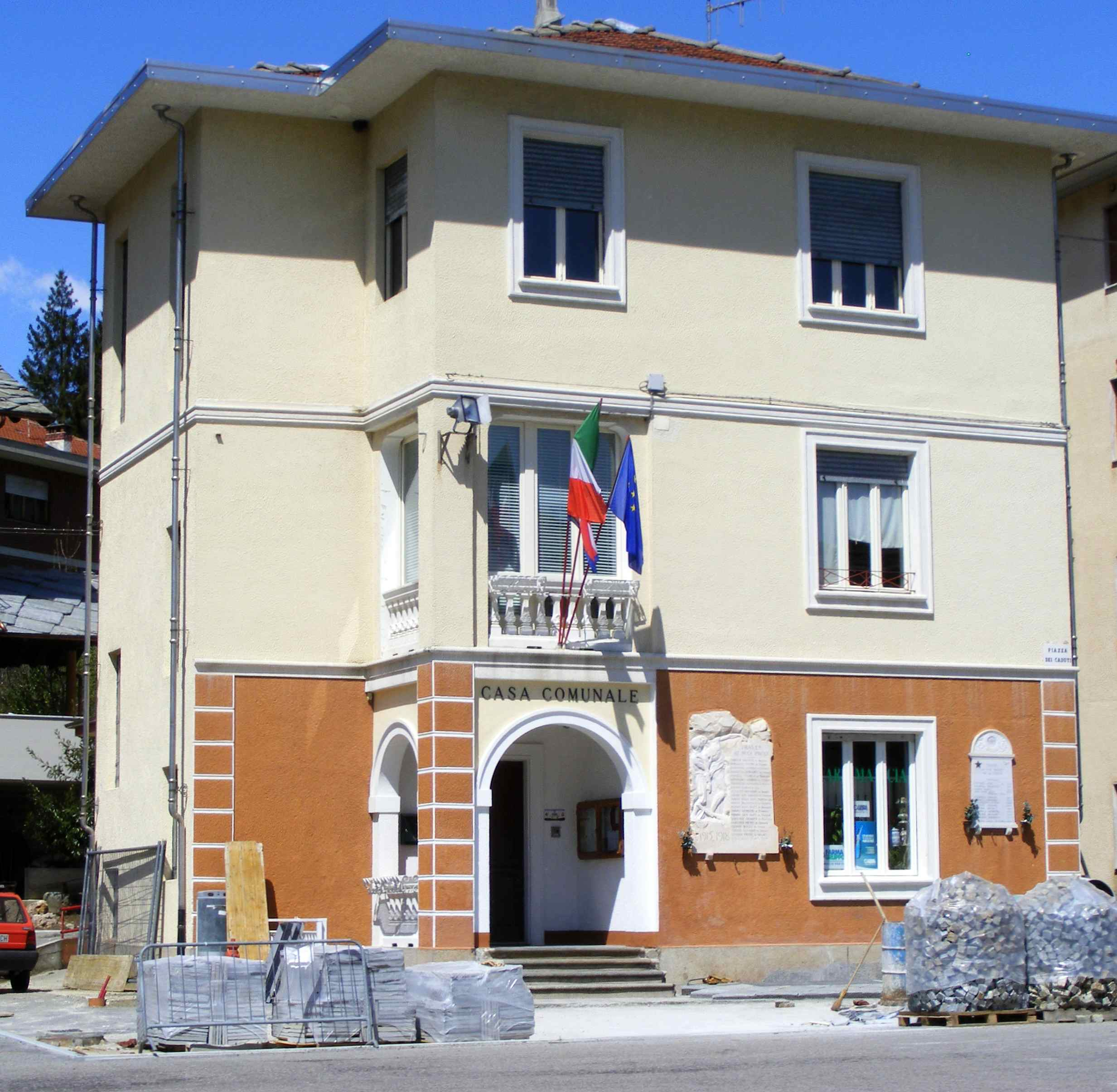
Il municipio

| Periodo | Periodo     | Primo cittadino          | Partito                      | Carica                    | Note |
| ------- | ----------- | ------------------------ | ---------------------------- | ------------------------- | ---- |
| 1985    | 1990        | Pietro Perino            | lista civica                 | Sindaco                   |      |
| 1990    | 1995        | Edoardo Perino           | lista civica                 | Sindaco                   |      |
| 1995    | 1999        | Edoardo Perino           | liste civiche centrosinistra | Sindaco                   |      |
| 1999    | 2004        | Edoardo Perino           | sinistra                     | Sindaco                   |      |
| 2004    | 2008        | Eraldo Perino            | lista civica                 | Sindaco                   |      |
| 2008    | 2009        | Teresa Cappiello         |                              | Commissario straordinario |      |
| 2009    | 2019        | Antonio Osvaldo Cagliero | lista civica                 | Sindaco                   |      |
| 2019    | 2024        | Mario Cagliero           | lista civica                 | Sindaco                   |      |
| 2024    | "in carica" | Francesca Giuliano       | lista civica                 | Sindaco                   |      |

### Altre informazioni amministrative
Traves fa parte dell'Unione dei Comuni montani delle Valli di Lanzo, Ceronda e Casternone, ex Comunità montana Valli di Lanzo, Ceronda e Casternone.